# Oxypoda nugax
Oxypoda nugax är en skalbaggsart som beskrevs av Thomas Casey 1911. Oxypoda nugax ingår i släktet Oxypoda och familjen kortvingar. Inga underarter finns listade i Catalogue of Life.